# Lincoln MKZ
La MKZ è un'autovettura mid-size di lusso prodotta dalla Lincoln dal 2006 al 2020 esclusivamente in versione berlina quattro porte. È collocata alla base dell'offerta della casa automobilistica statunitense. È entrata in produzione il 1º agosto 2005 per il model year 2006. Inizialmente la vettura venne denominata Lincoln Zephyr. Questo primo nome fu però conservato solo nel primo model year di produzione. Nel 2007, infatti, la denominazione del modello cambiò in MKZ. Il nome Zephyr non era nuovo per la Lincoln, dato che venne utilizzato anche per un modello omonimo prodotto negli anni trenta e quaranta.
La MKZ è stato il primo modello della Lincoln appartenente alla serie "MK". È infatti stato seguito dalla MKX, dalla MKS e dalla MKT. La MKZ è assemblata a Hermosillo, nella Sonora, in Messico. Il motore è montato anteriormente, mentre la trazione è integrale o anteriore.
Una versione ibrida è stata lanciata sul mercato statunitense nel settembre del 2010. La MKZ Hybrid, questo il suo nome, è stata la prima vettura di questo tipo a essere collocata sul mercato a un prezzo paragonabile a quello con cui sono venduti i veicoli con i comuni motori a benzina o diesel.
Nel 2013 è stata invece lanciata sui mercati la seconda generazione del modello.

## La prima serie: 2006–2012

### La Zephyr (2006)

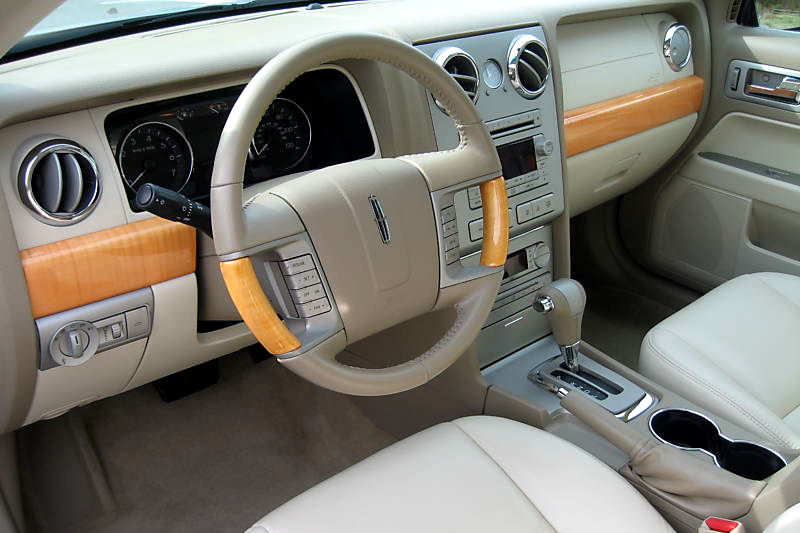
Gli interni di una Lincoln Zephyr

La concept car della Zephyr del 2006 venne introdotta nel 2004 al salone dell'automobile di New York. Questo modello era una berlina di lusso che era collocata nella fascia bassa di questo mercato. L'intenzione della Lincoln era quella di commercializzare un modello che attraesse le giovani generazioni. Molti elementi della concept car furono poi confermati anche sulla Zephyr prodotta in serie.
La Zephyr, e la prima serie della MKZ prima serie, erano basate sul pianale CD3 della Ford. Questa piattaforma era condivisa con la Ford Fusion commercializzata negli Stati Uniti e la Mercury Milan. La Zephyr era distinguibile dalla Fusion e dalla Milan per gli interni, che erano di alto livello, e per molte peculiarità estetiche. Comunque, il 35% dei componenti dei tre modelli erano in comune. La Zephyr, in ogni caso, era dotata anche di un equipaggiamento superiore.
L'unico motore offerto sulla Zephyr era un V6 bialbero Duratec da 3 L di cilindrata che erogava 221 CV di potenza a 6.250 giri al minuto e 278 N•m di coppia a 4.800 giri al minuto. Questo propulsore, che era realizzato interamente in alluminio, era accoppiato a un cambio automatico a sei rapporti della Aisin avente una riduzione finale di 3,46:1. Con questo gruppo motopropulsore la Zephyr era in grado di accelerare da 0 a 97 km/h in 7,5 secondi. Il consumo di carburante misurato dalla EPA era di 14 L/100 km nel ciclo urbano e di 9 L/100 km in autostrada.
Le sospensioni anteriori erano a doppi bracci oscillanti, mentre quelle posteriori erano multi-link. I freni erano a disco sulle quattro ruote. Erano presenti il controllo della trazione e l'ABS.
La Zephyr, che era a trazione anteriore, ha sostituito la Lincoln LS, che invece era a trazione posteriore ed era equipaggiata con un motore V8. Per facilitare il "passaggio di consegne", la Zephyr e la LS furono in commercio contemporaneamente. Ciò durò però un solo anno, il model year 2006. L'anno in questione fu poi l'ultimo in cui al modello venne associato il nome Zephyr. Nel 2007, infatti, quest'ultimo fu mutato in MKZ.

### La MKZ (2007–2012)

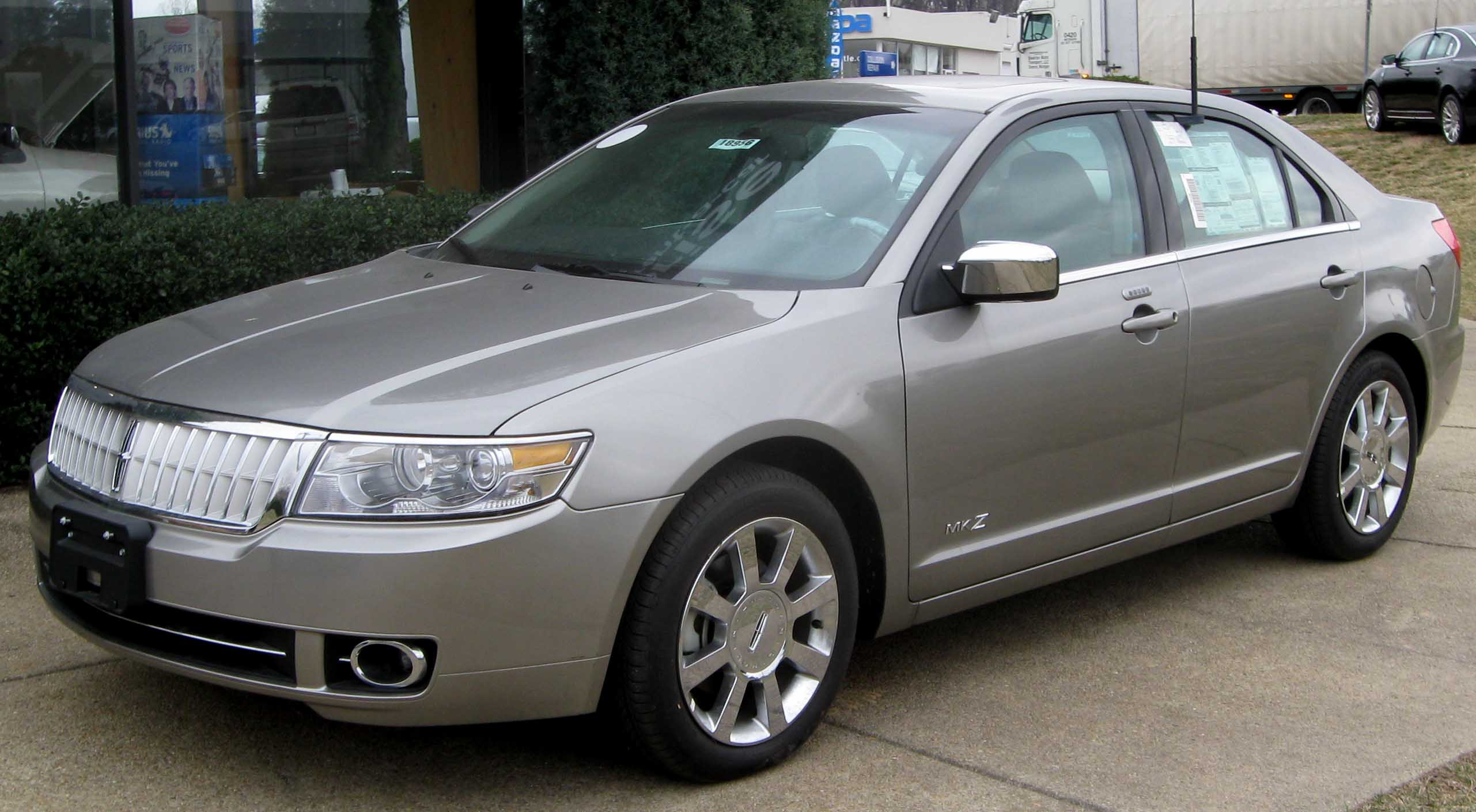
Una Lincoln MKZ

Nel 2007, solo un anno dopo il lancio, la Zephyr fu rinominata MKZ. Il motivo principale risiedeva nelle basse vendite, e con il cambio di nome si inaugurò la serie "MK". La MKZ, infatti, è stata seguita poi dalla MKX, dalla MKS e dalla MKT. Questa strategia è stata dettata dall'esigenza di fornire i propri modelli di un nome simile a quello delle Cadillac e a quello delle vetture tedesche contemporanee.
La MKZ del 2007 è stata introdotta al salone dell'automobile di Chicago nel febbraio del 2006. Il modello presentava parecchie novità. Oltre alle modifiche estetiche e nell'equipaggiamento, la MKZ era dotata di un nuovo motore V6 bialbero Duratec da 3,5 L che erogava 265 CV a 6.250 giri e 337 N•m a 4500 giri. I consumi erano 14 L/100 km; nel ciclo urbano e 9,4 L/100 km in autostrada. L'accelerazione da 0 a 97 km/h era invece di 6,8 secondi.

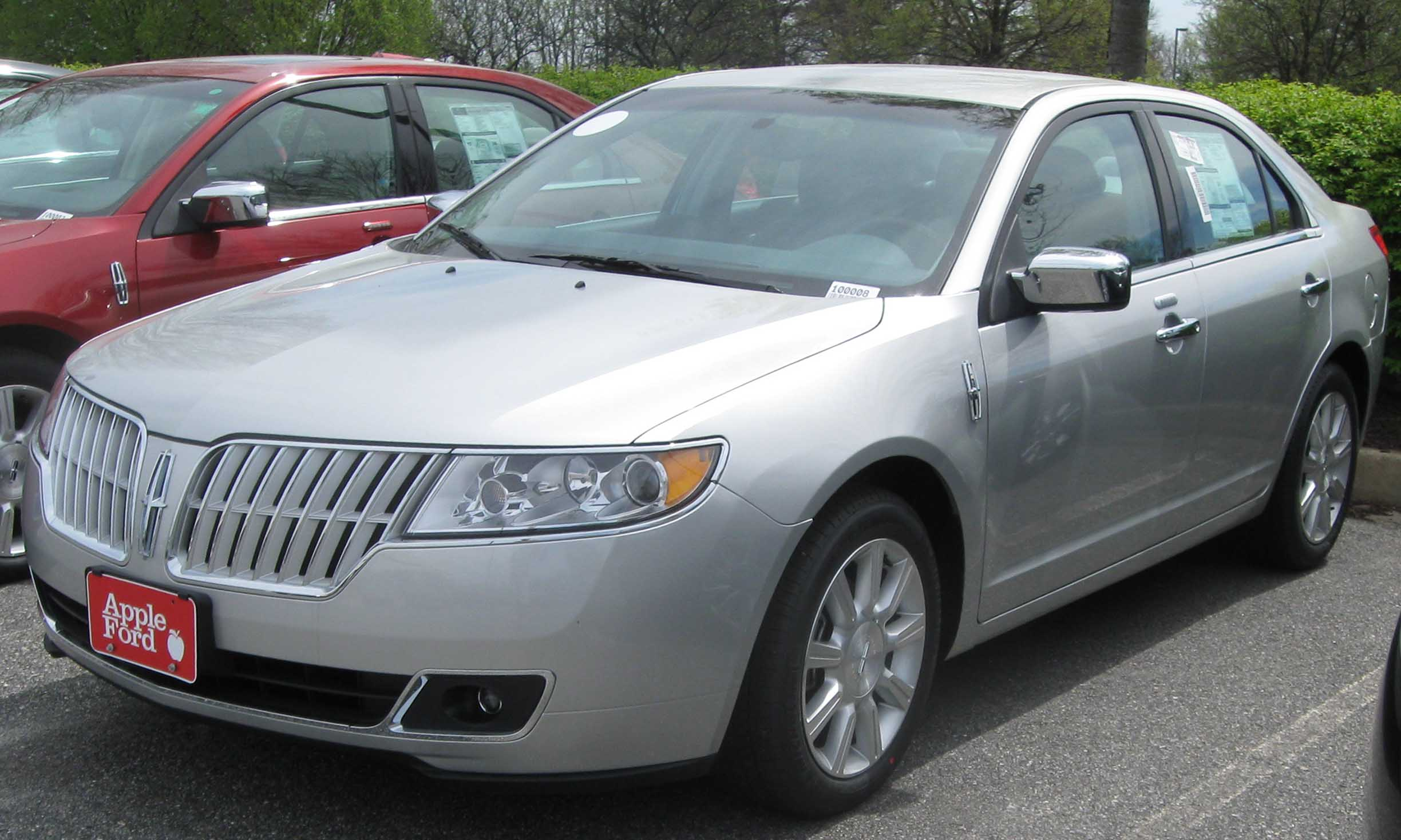
Una Lincoln MKZ restyling 2010

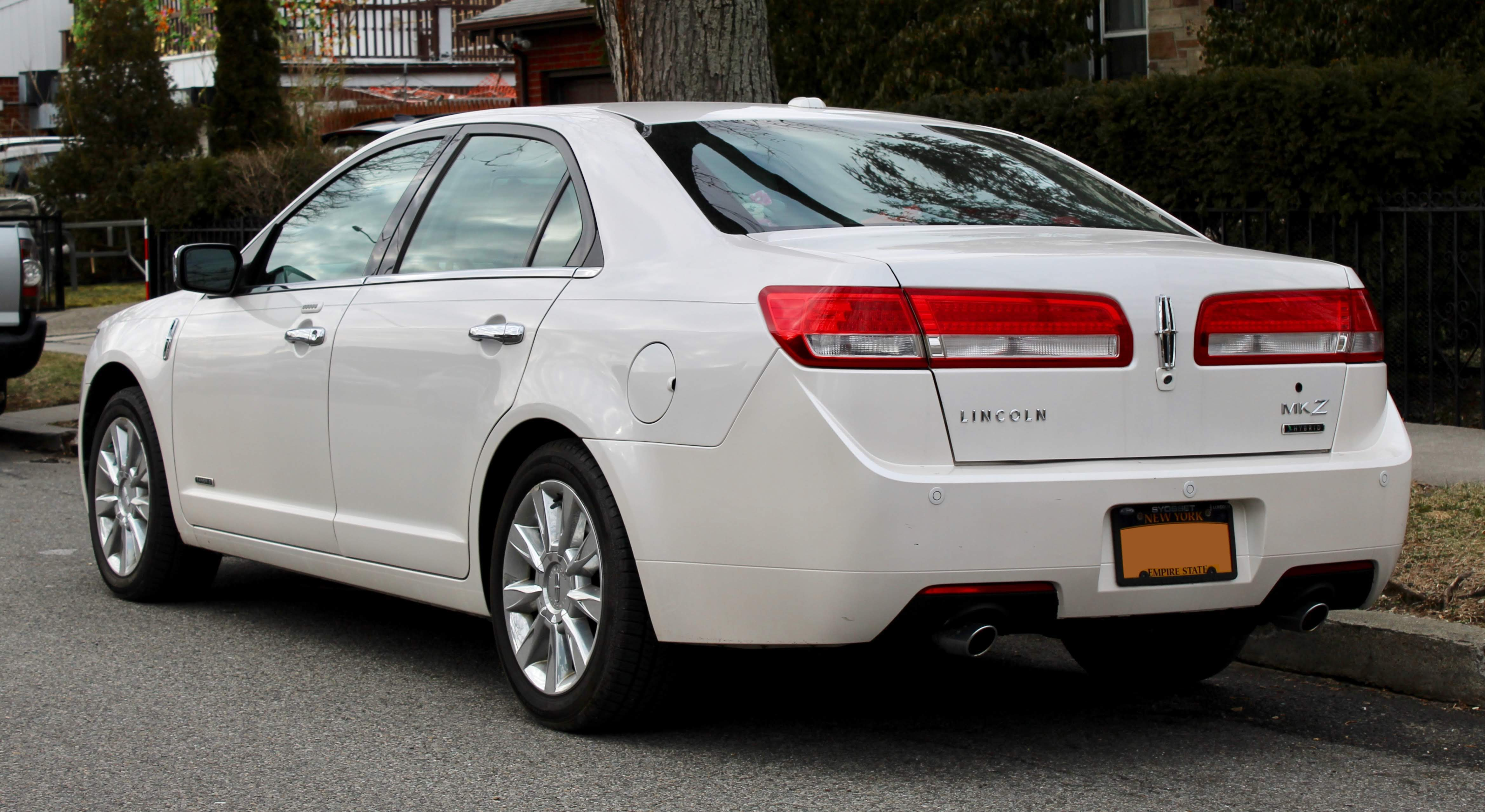
Una Lincoln MKZ hybrid

Nel 2010 la MKZ fu oggetto di un facelift. La nuova versione fu presentata al salone dell'automobile di Los Angeles del 2008. Le innovazioni coinvolsero gli interni e la linea. Per quanto riguarda la carrozzeria, le novità seguirono la tendenza delle Lincoln contemporanee, le quali erano caratterizzate da forme e caratteristiche che richiamavano quelle delle Lincoln degli anni trenta, Lincoln-Zephyr compresa. Anche l'equipaggiamento fu aggiornato. Meccanicamente, furono rivedute le sospensioni e venne sostituito il cambio. Per quanto concerne quest'ultimo, fu installato un cambio automatico SelectShift a sei rapporti.
Sempre nel 2010 fu introdotta la versione ibrida della MKZ. Presentata al salone dell'automobile di New York dello stesso anno, la MKZ Hybrid, questo il suo nome, ebbe due primati. Fu la prima Lincoln ibrida e fu il primo modello della casa automobilistica statunitense a montare un motore a quattro cilindri in linea. A quest'ultimo, che aveva una cilindrata di 2,5 L, era associato un motore elettrico. Tale motore elettrico permetteva al veicolo di percorrere brevi distanze a propulsione esclusivamente elettrica a una velocità massima di 76 km/h. Il motore a combustione aveva un consumo di 5,7 L/100 km nel ciclo urbano e 6,5 L/100 km in autostrada. La propulsione combinata erogava 191 CV.

## La seconda serie: 2013–2020

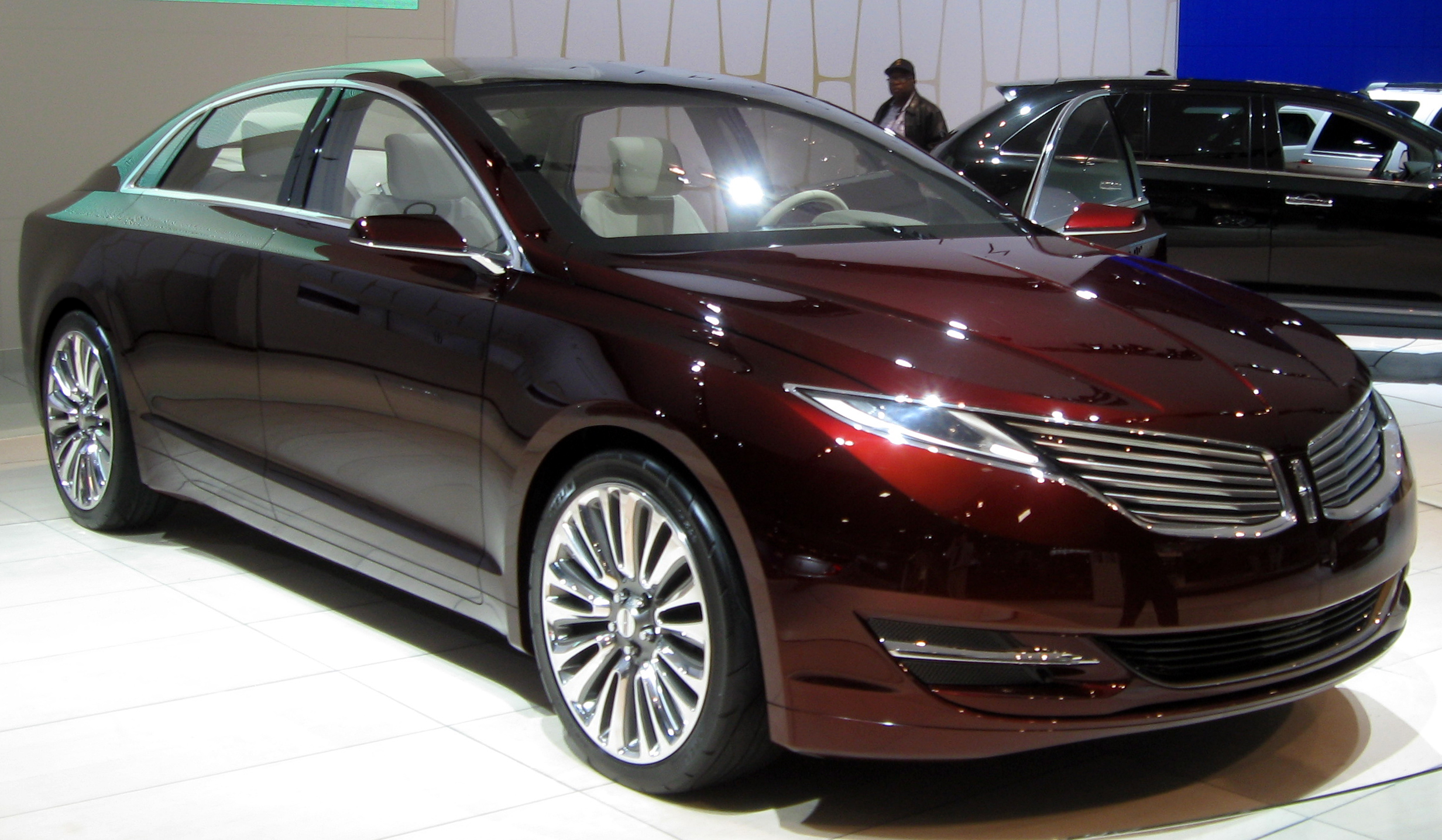
La concept car del 2012

La Ford ha ridisegnato la Lincoln MKZ per il model year 2013. Questa nuova serie di MKZ è basata sul pianale CD4 della Ford, il quale è condiviso con la Fusion e la Mondeo. La relativa concept car è stata presentata nel 2012 al salone dell'automobile di Detroit. La vettura che è prodotta in serie segue la stessa idea progettuale della concept car ed è stata svelata al pubblico al salone dell'automobile di New York dello stesso anno.
Questa seconda generazione di MKZ possiede tre motorizzazioni. I tre motori sono un quattro cilindri in linea da 2 L, un V6 da 3,7 L e un motore ibrido basato sul primo propulsore citato. Il cambio è automatico a sei rapporti. 

### Restyling 2017

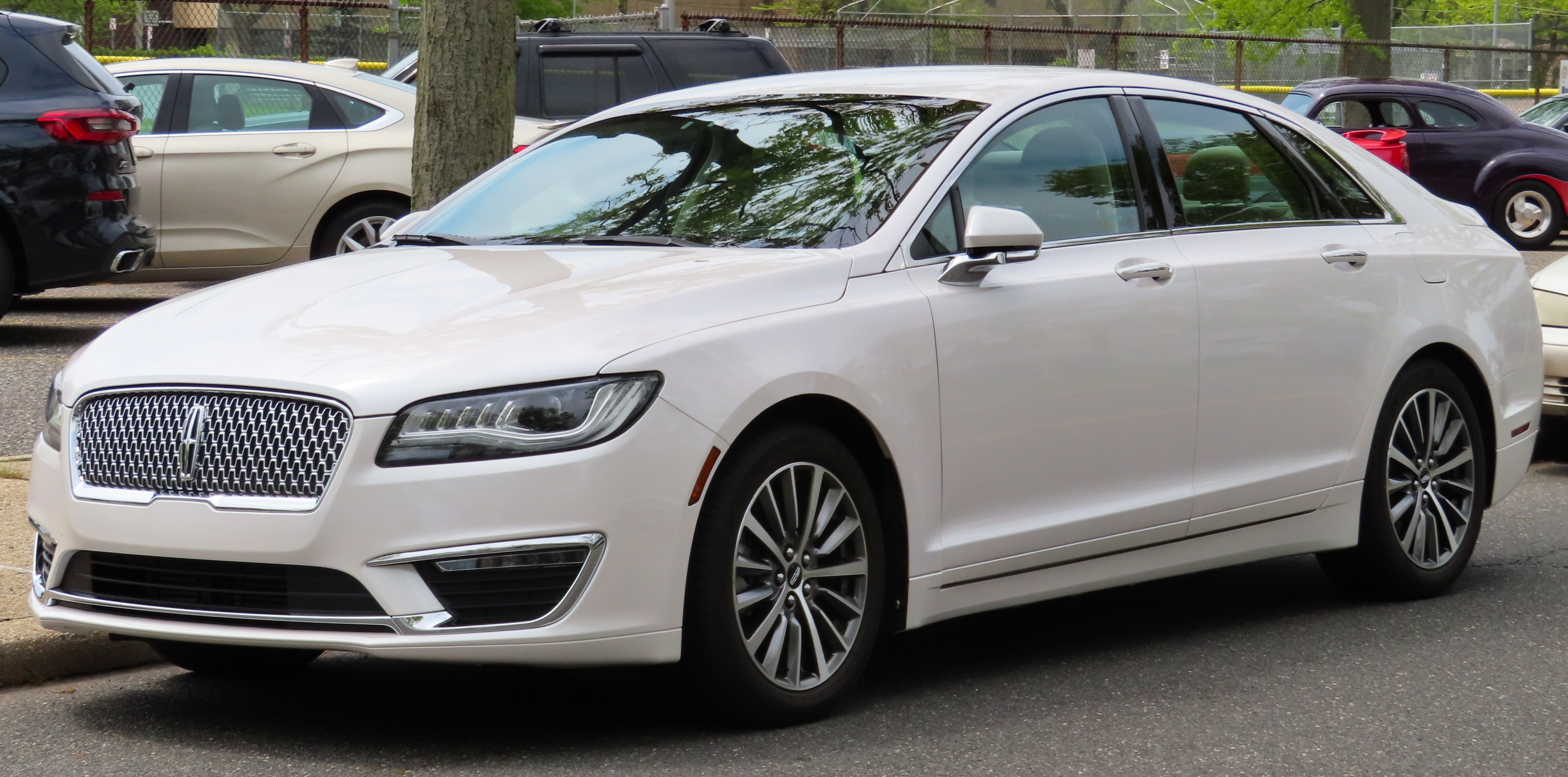
Una Lincoln MKZ del 2017

Con questo lifting, rivelato il 18 novembre 2015 al Salone dell'automobile di Los Angeles, la MKZ adotta il nuovo family look Lincoln (già visto sulla Lincoln Continental concept presentata nel Salone dell'automobile di New York del 2014), con griglia frontale e fari anteriori a LED ridisegnati. Il V6 da 3.7 L è stato sostituito da un motore V6 biturbo 3.0 L da 406 CV a trazione integrale, esclusiva del marchio Lincoln.  L’auto è disponibile anche nella nuova variante da 355 CV a trazione anteriore oppure in quella di quattro cilindri o ibrida da 2 L (entrambe già presenti prima del restyling). 
La trasmissione non viene più attivata con una leva installata nella consolle centrale; la trasmissione computerizzata utilizza i pulsanti "P, R, N, D, S", installati a sinistra dello schermo tattile “MyLincoln Touch”.